# Beate Sirota Gordon
Beate Sirota Gordon (Bécs, 1923. október 25. – New York, 2012. december 30.) osztrák születésű amerikai előadóművész és női jogvédő. Ő volt a Japán Társaság (Japan Society) és az Ázsia Társaság (Asia Society) előadóművészeti igazgatója. Douglas MacArthur alatt dolgozott a II. világháború után a japán alkotmány (Nihonkoku kempó 日本國憲法) megszövegezésén.

## Gyermekkora és iskolái
Bécsben született 1923. október 25-én, iskoláit Tokióban járta. Beate Sirota édesanyja Augustine (Horenstein) és édesapja, a neves zongorista, Leo Sirota egyetlen gyermeke. Az ukrán zsidó család Ausztriában telepedett le. Nagybátyja a karmester Jascha Horenstein. Sirota családja 1929-ben Japánba emigrált, amikor Leo Sirota elfogadta a császári zeneakadémia meghívását. A kislány hat éven át a tokiói Német Iskolában tanult, de tizenkét éves korában átíratták a tokiói Amerikai Iskolába, mert szülei „túl nácinak” ítélték a Német Iskolát. Beate Sirota összesen tíz évet élt Tokióban, mielőtt a kaliforniai Oaklandbe költözött 1939-ben, hogy a Mills College-be járjon, ahol beavatást nyert a Phi Beta Kappa Society nevű elit diák klubba, és 1943-ban végzett modern nyelvek szakon. 1945 januárjában kapott amerikai állampolgárságot.

## A II. világháború és Japán
A II. világháború alatt Sirota teljesen el volt zárva Japánban élő szüleitől. Később azt nyilatkozta, hogy 1940-ben az USA-ban azon 65 európai származású ember egyike volt, akik folyékonyan beszéltek japán nyelven. A háború alatt a külföldre irányuló rádióadások háborús szerkesztőségében, és a Time magazinnál is dolgozott.
Ahogy véget ért a háború, Sirota Japánba ment a szülei után, akik Karuizawán, Naganóban, fogságban vészelték át a háborút. 1945 karácsonyán ő volt az első civil nő, aki a háború utáni Japánba érkezett. A Szövetséges Erők Főparancsnokságának politikai osztályára nevezték ki Douglas MacArthur megszálló hadseregéhez mint fordítót. A japánon kívül angolul, németül, franciául és oroszul is folyékonyan beszélt.
Amikor az USA 1946 februárjában új alkotmányt kezdett írni Japán számára, Sirotát besorozták, hogy segítsen, és kinevezték a polgári jogok fejezetét író albizottságba. Az alkotmányozó csoportban rajta kívül Eleanor Hadley közgazdász volt az egyetlen nő. Sirota nevéhez fűződik a női egyenjogúság törvénybe iktatása, vagyis a 14. és a 24. § on Equal Rights (egyenjogúság) és Women's Civil Rights (a nők polgárjogai). A 14. § egyebek között leszögezi: „Minden ember egyenlő a törvény előtt, a közéletben, a gazdasági és társadalmi életben tilos a megkülönböztetés faji, felekezeti, nemi, beosztási vagy családi, származási alapon.”
A 24. § így rendelkezik:
1) A házasság a két nem kölcsönös egyetértésén kell, hogy alapuljon, és a férj és feleség egyenlő jogain nyugvó együttműködés kell, hogy működtesse.
2) A párválasztás tekintetében a tulajdonjogok, az öröklés, a költözés, a válás és minden más, a házassággal és a családdal összefüggő ügyben a törvényeket az egyéni méltóság és a nemek alapvető egyenlőségének kiindulópontjáról kell megalkotni.
Ezek a mondatok alapvetőeknek bizonyultak a japán nők jogainak biztosításában. „A japán nők történelmileg tárgyként voltak kezelve, akiket könnyedén adtak-vettek.” mondta Gordon 1999-ben.
Sirota, mint MacArthur stábjának tolmácsa, egyetlen nőként a japán kormányzó bizottság és az amerikai megszállók tárgyalásainak tanúja volt.
1947-ben Sirota Charles A. Willoughby tábornok célkeresztjébe került, aki egy éven át nyomozott utána. Baloldali összeesküvés gyanújával próbált vádat emelni ellene – minden alap nélkül.

## Előadóművészet
1947-ben szüleivel az USA-ba költözött, 1948-ban feleségül ment Joseph Gordon főhadnagyhoz, aki a tokiói tolmács-fordító csapat parancsnoka volt. New Yorkban letelepedvén többféle állást is betöltött, pl. a Time magazinnál. Gordon később visszatért eredeti érdeklődéséhez, az előadóművészetekhez. Tanult balettet, modern és népi táncot, zongorát és drámát. Gyermekei nevelése közben kapcsolódott be az újjáéledő Japán Társaság munkájába New Yorkban 1954-ben, mint a diákprogramok igazgatója. Diákjai egyike volt Yoko Ono, akivel életre szóló barátságot kötött. 1960-ban az Ázsia Társaság előadóművészeti programjának tanácsadója is lett, s így tevékenysége Japánon kívül a többi ázsiai országra is kiterjedt.
Olyan producereknek dolgozott tanácsadóként, mint Harold Prince: Stephen Sondheim musicaljében a Pacific Overtures-ben.
1960-tól rá tudta irányítani az amerikaiak figyelmét a koto 箏 zenére. Henry Cowell zeneszerzőt bemutatta Kimio Eto koto játékosnak, s munkájuk gyümölcsét Leopold Stokowski és a Philadelphia Zenekar mutatta be.
1970-től az Ázsia Társaság előadóművészeti igazgatójaként az alábbi produkciókat hozta el a New York-iaknak:
- Edo Bayashi, a neves kagura együttes Japánból
- Heen Baba Sri Lankából
- A koreai Samul-Nori dobosok és az ünnepelt Pansori énekes, Kim So-hi
- A híres Nomura Kyōgen együttes
- A MacArthur-díj-nyertes táncosok Eiko & Koma
- Nihon Ongaku Shudan (Ensemble Nipponia) és a rendező zeneszerző Minoru Miki
- Bando Yaenosuke és a Tachimawari együttes
- A Királyi Táncosok és zenészek Bhutan királyi udvarából
- Chhau, a bengáli álarcos tánc
- Ausztrál bennszülött homokfestők
- A Fujian bábszínház a Kínai Népköztársaságból
- Sziberiaiak, Kamcsatkaiak és Amuriak
- Thovil Sri Lankából
- Jávai tánc Indonéziából
- Penca és Topeng Babakan Bandungból és Cirebonból, Nyugat- Java, Indonézia
- A Szabri fivérek Pakisztánból.

A Nonesuch Records Explorer Series számára Gordon 8 ázsiai zenei albumot készített. Az évek során Gordon 39 turnét bonyolított 34 társaságnak 16 országból. 400 városban és 42 államban körülbelül másfél millió amerikai látta ezeket az előadásokat, ami országszerte megváltoztatta az emberek tapasztalatait Ázsiával kapcsolatban. A háború utáni Amerika művészetére óriási hatást gyakorolt az ázsiai kultúra.
Olyan művészekkel dolgozott, mint David Byrne, John Cage, Dick Cavett, Philip Glass, Ge Gan-Ru, Suzushi Hanayagi, Sin Cha Hong, Saeko Ichinohe, Toshi Ichiyanagi, Indrani, Sachiyo Ito, Amjad Ali Khan, Yayoi Kusama, Yo-Yo Ma, Birju Maharaj, Yehudi Menuhin, Minoru Miki, Kifu Mitsuhashi, Minoru Miyagi, Raphael Mostel, Masayuki Nagare, Ohad Naharin, Isamu Noguchi, Yoko Ono, Kazuo Ohno, Yoshito Ohno, Nam June Paik, Sanjukta Panigrahi, Somei Satoh, Kazue Sawai, Ravi Shankar, Margaret Leng Tan, Julie Taymor, Jennifer Tipton, Robert Wilson and Katsuya Yokoyama.

## Öröksége
Az Asahi Broadcasting Corporation (ABC) japán tévéhálózat 90 perces dokumentumfilmet készített Gordon életéről, és 1993. május 22-én adták le először. Angol nyelvű életrajza 1995. október 20-án jelent meg The Only Woman in the Room: A Memoir címmel.
A The Sirota Family and the 20th Century – A Sirota család és a XX. század c. filmet (producer: Tomoko Fujiwara), Nyugaton először Párizsban mutatták be 2009 áprilisában.

## Halála
Gordon hasnyálmirigyrákban halt meg otthonában (Manhattan, New York City) 2012. december 30-án, 89 éves korában. Utolsó nyilatkozatában azt sürgette, hogy a japán alkotmánynak a békére és a nőkre vonatkozó rendelkezéseit hagyják hatályban. Férje, Joseph Gordon, négy hónappal korábban, 2012. augusztus 29-én, 93 éves korában halt meg.

## Válogatott művei
- Introduction to Asian Dance (1964)
- An Introduction to the Dance of India, China, Korea [and] Japan (1965)
- 1945年のクリスマス: 日本国憲法に「男女平等」を書いた女性の自伝 (1995)
- The Only Woman in the Room: a Memoir (1997)

## Interjúk
- The Reminiscences of Faubion Bowers by Faubion Bowers (1960), with Beate Gordon
- The reminiscences of Cyrus H. Peake by Cyrus Peake (1961), with Beate Gordon
- The Reminiscences of Esther Crane by Esther Crane (1961), with Beate Gordon
- Occupation of Japan Project by Eugene Dooman (1970), with Beate Gordon
- The Japanese Reminiscences of Roger Baldwin by Roger Nash Baldwin (1974), with Beate Gordon
- The Reminiscences of Burton Crane by Burton Crane (1974), with Beate Gordon
- The Reminiscences of Douglas W. Overton by Douglas Overton (1974), with Beate Gordon
- The Reminiscences of Joseph Gordon by Joseph Gordon (1974), with Beate Gordon
- The Reminiscences of Harold G. Henderson by Harold Gould Henderson (1976), with Beate Gordon
- The Reminiscences of Dr. Lauren V. Ackerman by Lauren Ackerman (1976), with Beate Gordon
- The Reminiscences of John R. Harold by John R. Harold (1976), with Beate Gordon

## Bibliográfia
- Bendersky, Joseph W. (2000). The Jewish Threat: Anti-Semitic Politics of the U.S. Army. New York: Basic Books. 10-ISBN 0465006183/13-ISBN 9780465006182; 10-ISBN 0465006175/13-ISBN 9780465006175; OCLC 44089138
- Dower, John W. (1999). Embracing Defeat. New York: W. W. Norton & Company, 1999. 10-ISBN 0393046869/13-ISBN 9780393046861; 10-ISBN 0393320278/13-ISBN 9780393320275; OCLC 39143090
- Gordon, Beate Sirota. (1995). 1945 Nen no Kurisumasu 1945年のクリスマス』). Tokyo: Kashiwashobo. 10-ISBN 4760110771/13-ISBN 9784760110773; OCLC 36090237
- Gordon, Beate Sirota. (1997). The Only Woman in the Room: a Memoir. Tokyo: Kodansha International. 10-ISBN 4770021453/13-ISBN 9784770021458; OCLC 38588852